# Мартынов, Сергей Михайлович
Сергей Михайлович Мартынов (Пустой шаблон {{ВД-Преамбула}} ) — российский хоккеист, защитник, нападающий.

## Биография
Воспитанник СДЮШОР «Крылья Советов», тренер Сергей Касьянов. Начинал играть во второй команде, дебютировав в сезоне 1992/93 двумя матчами. С сезона 1995/96 также стал играть и за первую команду. В сезоне 1998/99 играл за ЦСК ВВС Самара. Следующий сезон начал в «Кристалле» Электросталь, затем вернулся в «Крылья Советов». В сезоне 2000/01 также сыграл один матч за ХК ЦСКА, после чего завершил профессиональную карьеру.
Окончил Финансовый университет при Правительстве Российской Федерации.